# Corrente continua ad alta tensione

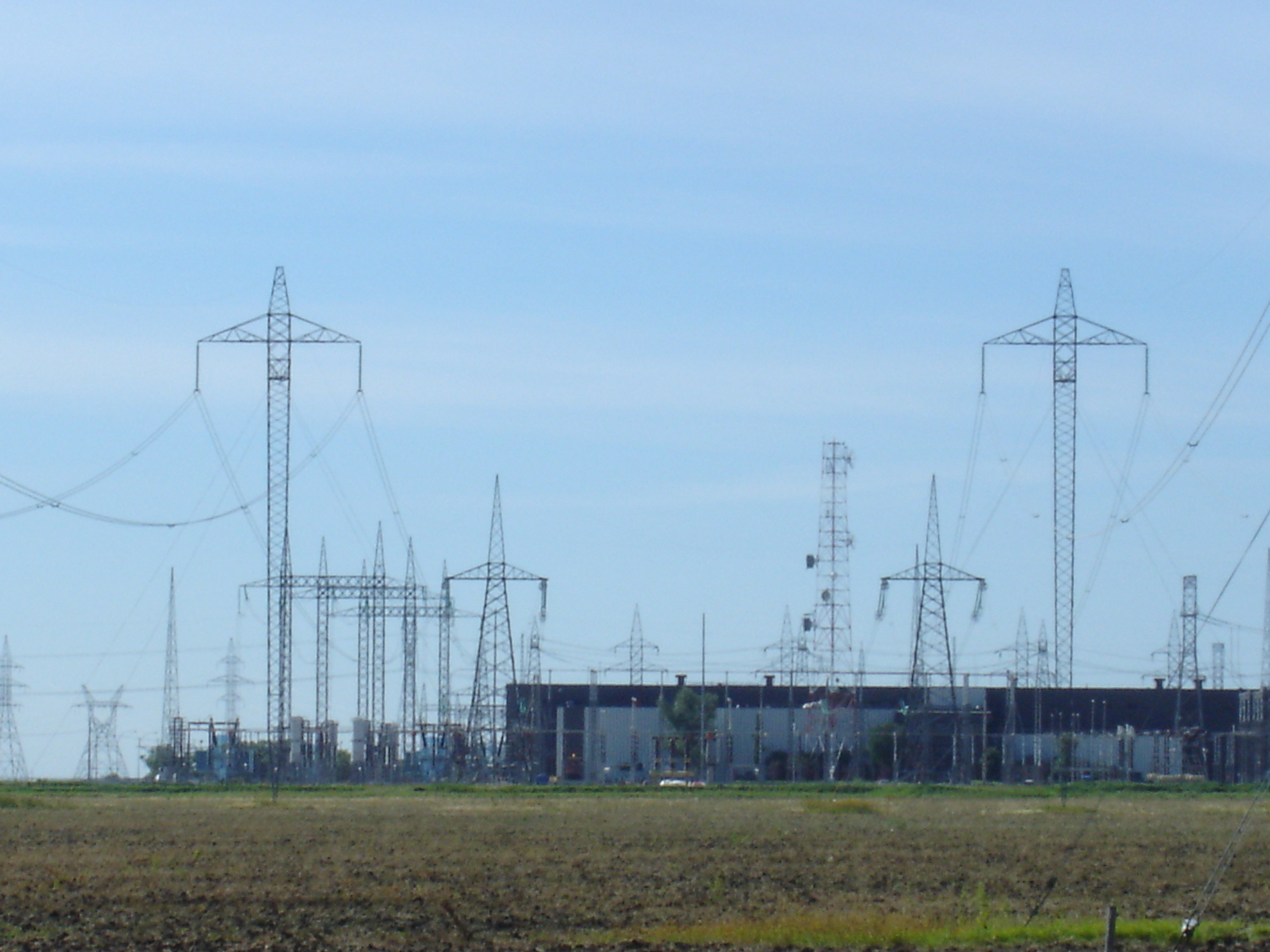
Una linea a lunga distanza, di tipo HVDC, che trasporta l'energia prodotta da centrali idroelettriche del Canada verso la stazione di conversione in corrente alternata per servire la rete locale di Winnipeg

Interconnessioni HVDC in Europa, le rosse sono quelle attualmente esistenti, le verdi quelle in costruzione e le blu quelle pianificate.

In elettrotecnica, la corrente continua ad alta tensione (in acronimo HVDC, dall'inglese High Voltage Direct Current) è un sistema di trasmissione di energia elettrica in corrente continua, anziché in corrente alternata come è di più frequente utilizzo.
Questo sistema porta vantaggio se utilizzato su lunghe distanze di trasmissione e con linee dirette, il sistema infatti ha meno dispersioni della corrente alternata per trasmissioni di potenza su lunghe distanze ed in forma di linea unica, senza diramazioni e trasformazioni.

## Descrizione
Sulle corte distanze, e su reti di distribuzione, non risulta conveniente, in quanto l'alto costo della trasformazione da corrente continua ad alternata non compensa i benefici. Come è noto infatti la distribuzione dell'energia elettrica è praticata pressoché completamente in corrente alternata per la sua agevole trasformabilità in diverse tensioni e per i vantaggi legati all'uso della trasmissione trifase.
Questo tipo di tecnologia è stata ampiamente sviluppata a partire dai primi esperimenti degli anni trenta in Svezia presso l'ASEA. La prima installazione commerciale, invece, si ebbe nell'Unione Sovietica nel 1951, tra le città di Mosca e Kashira.
Per le sue caratteristiche di trasmissione lineare a grande distanza, la corrente continua HVDC è trasmessa tramite linee aeree o cavi sottomarini. In genere, la potenza di un sistema di trasmissione HVDC è superiore a 100 MW ed è solitamente compresa nella fascia tra 1000 - 3000 MW. Lo svantaggio maggiore di questo tipo di tecnologia è che necessita di stazioni di conversione che risultano essere molto costose.

## Progetti futuri
Uno dei più ambiziosi progetti (peraltro perseguito dal Club di Roma) è quello del progetto Desertec, con il quale si propone di costruire numerose centrali elettriche che utilizzano fonti di energia rinnovabili in alcune zone del Nord Africa ricche di vento e di sole e poi di trasferire, verso l'Europa, l'energia prodotta grazie alla trasmissione HVDC.